# Ботро, Уильям, 2-й барон Ботро
Уильям де Ботро (англ. William de Botreaux; 1367 — 25 мая 1395) — английский аристократ, 2-й барон Ботро с 1391 года.

## Биография
Уильям де Ботро был сыном 1-го барона Ботро, носившего то же имя, и Элизабет Добене. Он унаследовал земли и титул отца в 1391 году, вскоре после этого его вызвали в парламент как лорда Ботро. В 1395 году Уильям умер.
Уильям де Ботро был женат на Элизабет Сент-Ло, дочери и одной из наследниц Джона Сент-Ло от Маргарет Кливдон. В этом браке родились Уильям, 3-й барон Ботро, и Элис, жена Фулька Фиц-Уорина, 6-го барона Фиц-Уорина, и Уильяма Клинтона, 4-го барона Клинтона.